# Station Pijnacker
Station Pijnacker is een voormalig Nederlands spoorwegstation, aan de Hofpleinlijn-spoorlijn in het dorp Pijnacker.
Het station werd geopend op 1 oktober 1908 en werd als spoorwegstation gesloten op 3 juni 2006, toen de exploitatie van de Hofpleinlijn door de Nederlandse Spoorwegen werd beëindigd.
De spoorlijn werd vervolgens omgebouwd ten behoeve van het RandstadRail-project. Hiervoor werd vlak ten noorden van het voormalige NS-station de nieuwe verdiepte halte Pijnacker Centrum gerealiseerd, waarvan de bouw in 2004 begon. Om de bouw van de nieuwe halte mogelijk te maken moesten de oude perrons worden verwijderd, per 7 november 2004 werd hierom een tijdelijke voorziening in gebruik genomen, bestaande uit twee houten perrons aan weerszijden van de spoorbaan. Deze bleven in gebruik tot de sluiting in juni 2006.
In de week van 22 augustus 2011 werd begonnen met de sloop van het stationsgebouw. Diverse protesten tegen de sloop mochten niet meer baten. Een mogelijk plan voor herbouw van het station (met behoud van elementen van het oude station) is ingediend bij de gemeente.

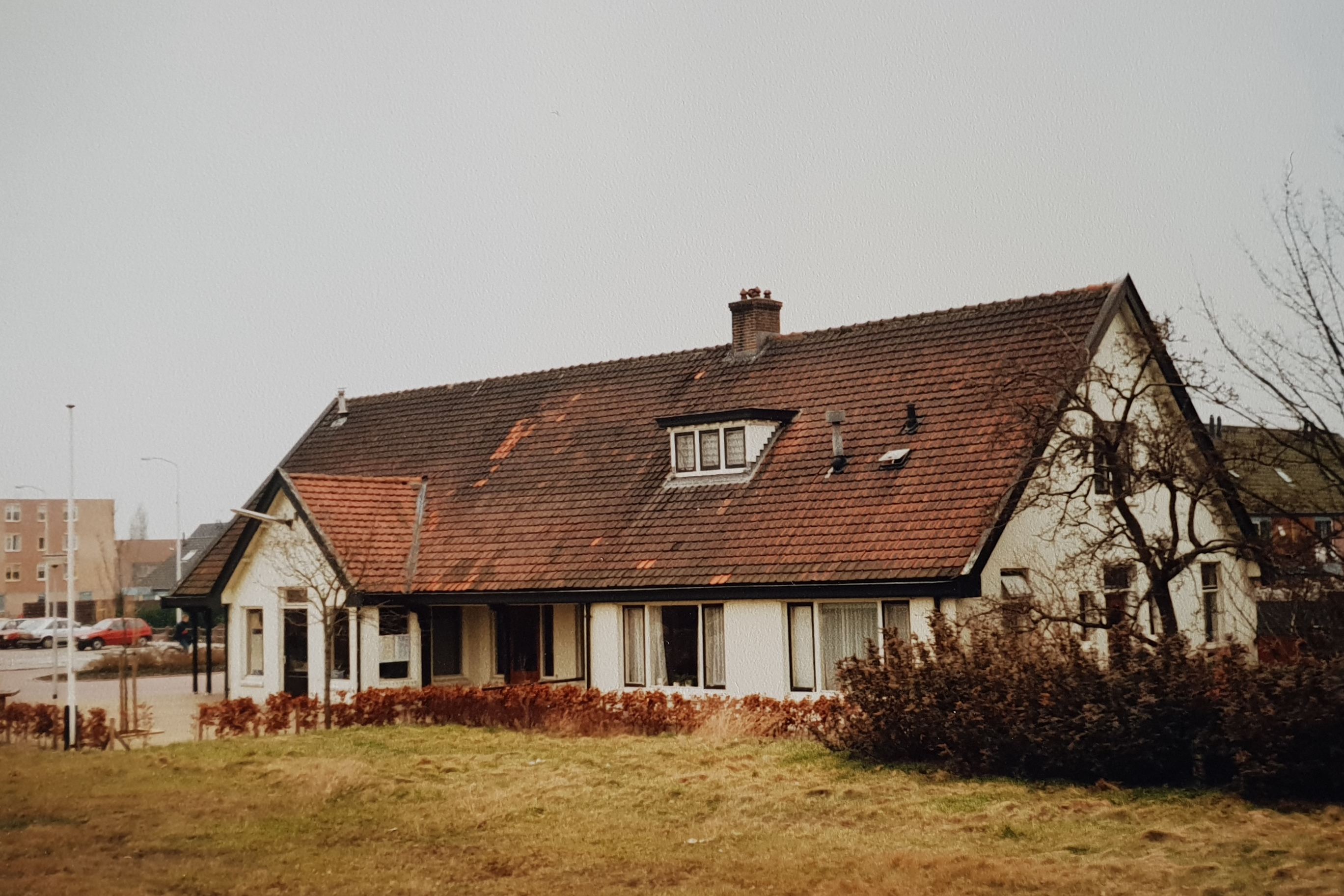
Station Pijnacker in 1991
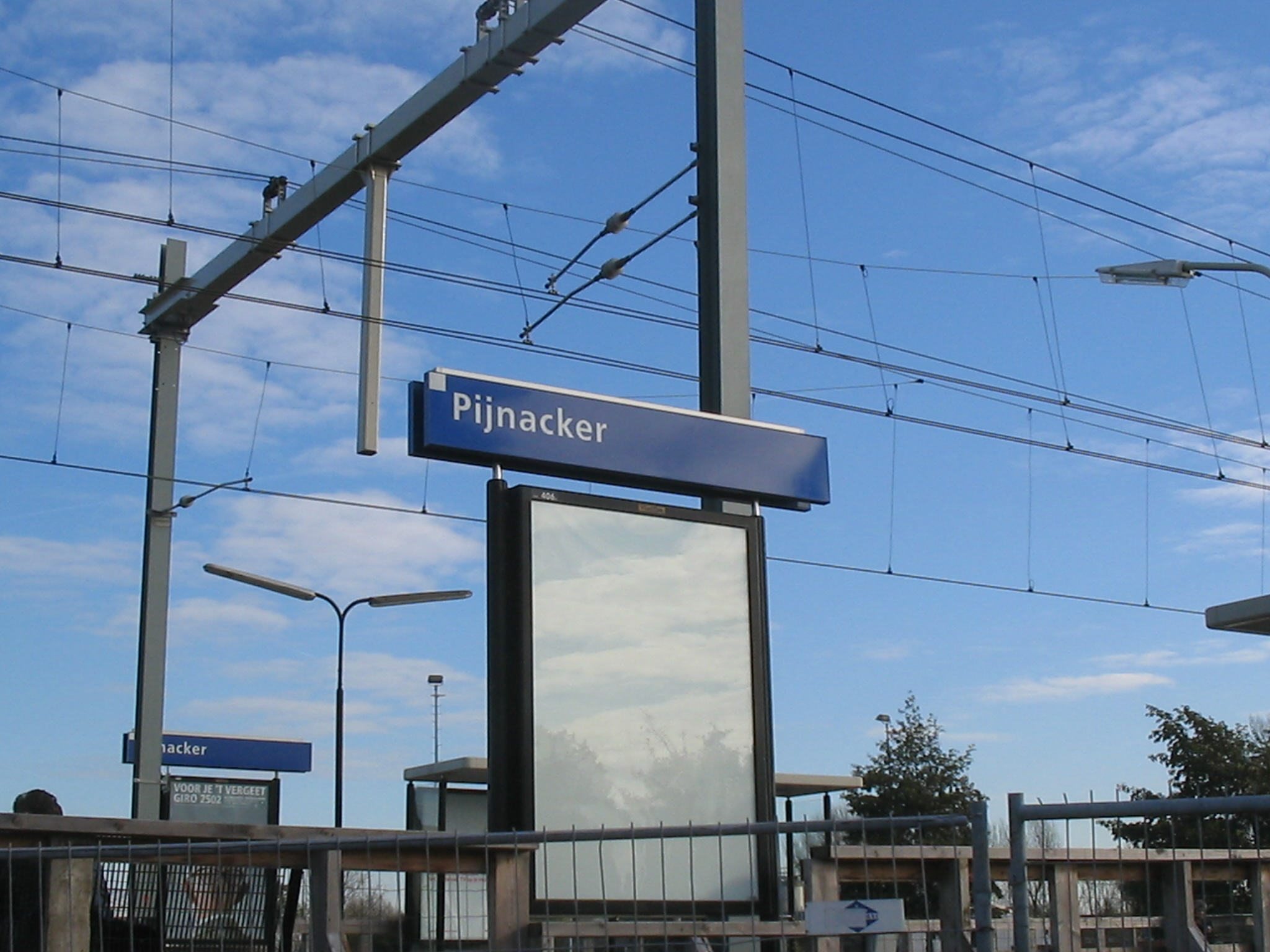
Station Pijnacker in november 2005
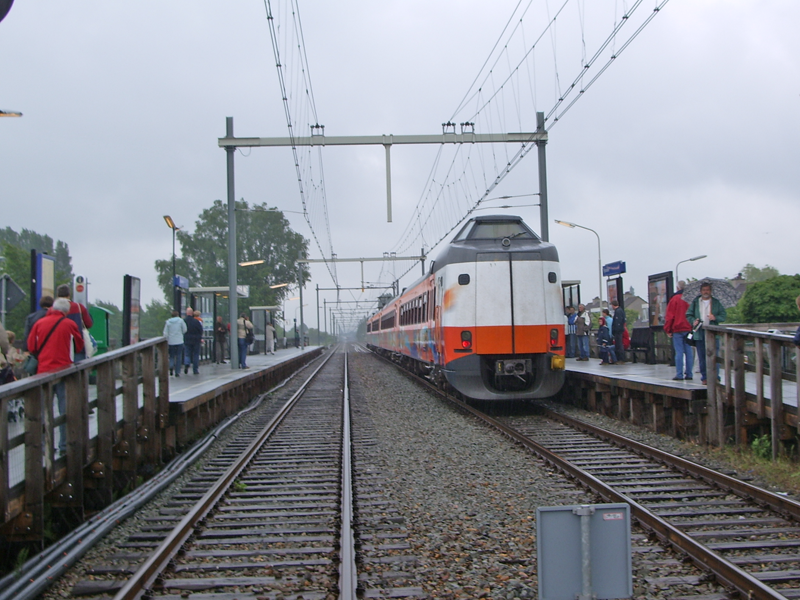
De olympische trein op het tijdelijke station op 25 mei 2006

Alphen a/d Rijn ·
Arkel · 
Barendrecht · 
Bodegraven · 
Boskoop · 
-Snijdelwijk · 
Boven Hardinxveld · 
Capelle Schollevaar · 
De Vink · 
Delft · 
-Campus · 
Den Haag:
-Centraal · 
-HS ·
-Laan van NOI · 
-Mariahoeve · 
-Moerwijk · 
-Ypenburg · 
Dordrecht · 
-Stadspolders ·
-Zuid ·
Gorinchem · 
Gouda · 
-Goverwelle · 
Hardinxveld:
-Blauwe Zoom · 
-Giessendam · 
Hillegom · 
Lansingerland-Zoetermeer · 
Leiden:
-Centraal · 
-Lammenschans · 
Nieuwerkerk a/d IJssel · 
Rijswijk · 
Rotterdam:
-Alexander · 
-Blaak · 
-Centraal · 
-Lombardijen · 
-Noord · 
-Stadion · 
-Zuid · 
Sassenheim · 
Schiedam Centrum · 
Sliedrecht · 
-Baanhoek · 
Voorburg · 
Voorhout · 
Voorschoten ·
Waddinxveen · 
-Noord ·
-Triangel ·
Zoetermeer · 
-Oost · 
Zwijndrecht
Geplande stations:
Gorinchem Noord · Hazerswoude-Koudekerk · Schiedam Kethel
Voormalige stations: zie de lijst van voormalige spoorwegstations in Zuid-Holland
0: Rotterdam Hofplein ·
1: Rotterdam Bergweg ·
3: Rotterdam Kleiweg (eerder: Schiebroek) ·
4: Rotterdam Wilgenplas ·
5: Berkel en Rodenrijs (eerder: Rodenrijs) ·
6: Berkel ·
8: Pijnacker ·
11: Nootdorp Oost ·
15: Veenweg ·
17: Leidschendam-Voorburg ·
19: Voorburg 't Loo ·
20: Den Haag Laan van NOI ·
22: Den Haag HS ·
22: Den Haag Centraal
Traject naar Scheveningen: 
23: Wassenaar ·
24: Renbaan-Achterweg ·
26: Waalsdorpscheweg ·
27: Wittebrug-Pompstation ·
28: Scheveningen